# 西鉄バス二日市
西鉄バス二日市株式会社（にしてつバスふつかいち）は、西日本鉄道（西鉄）の子会社の一つで、福岡県春日市、大野城市、筑紫野市、朝倉市、福岡市などで路線バスおよび貸切バスを運行するバス事業者である。西日本鉄道が100%出資している。名称は「西鉄バス二日市」であるが、本社は大野城市の「月の浦営業所」にある。これは母体の会社である二日市交通が成立当初、二日市地区が所在する筑紫野市に本社を置いていたためである。
近年、貸切バスには新車の導入、西鉄グループ内からの移籍車や中古購入（純正セレガ2台、日産ディーゼルRMの富士重工ボディほか）など積極的に力を入れている。

## 沿革
- 1943年7月10日 - 甘木自動車営業所を新設。
- 1967年9月1日 - 甘木自動車営業所が現在地に移転
- 1971年4月1日 - 甘木自動車営業所杷木営業区を開設
- 1978年9月4日 - 雑餉隈自動車営業所（現在の竹下自動車営業所）平野台車庫を開設。
- 1984年4月29日 - 二日市自動車営業所（現在の原支社）を開設
- 1991年4月1日 - 二日市交通株式会社として設立。営業所は西鉄バス原営業所に併設。
- 1991年8月1日 - バス運行開始。
- 1992年12月12日 - 西鉄グループ初の女性バス運転士が入社。
- 1994年12月1日 - 月の浦支社を開設。（旧西鉄平野台自動車営業所の移転）
- 1999年10月1日 - 営業所機能を廃し車庫として使用されていた旧西鉄バス篠栗営業所跡地に篠栗支社を開設。
- 2000年7月1日 - 福岡西支社を開設。（西鉄バス壱岐営業所に併設）
- 2001年2月1日 - 宇美支社を新設。
- 2001年8月1日 - 商号を西鉄バス二日市株式会社に変更。
- 2002年 - 二日市線を、西鉄本体からの管理委託路線から自社運行（譲渡）路線に移管。
- 2002年10月1日 - 福岡西支社を廃止（担当路線はすべて壱岐営業所に移管）。
- 2003年3月1日 - 大野城市循環バス線運行開始。
- 2003年3月2日 - 春日市循環バス線運行開始。
- 2003年3月31日 - 西鉄二日市駅東口バスターミナル供用開始。
- 2004年6月1日 - 月の浦〜大野城線運行開始。
- 2004年7月1日 - 月の浦支社を本社に変更。旧本社は原支社となる。
- 2005年7月1日 - 篠栗支社を受託解消のため廃止（西鉄バス筑豊に移管）
- 2007年7月1日 - 西鉄バス両筑を吸収合併し甘木支社として営業開始。
- 2008年8月3日 - 月の浦本社・原支社・甘木支社の全路線（各コミュニティバス除く）でnimoca利用開始。
- 2009年3月15日 - 宇美支社の全路線（コミュニティバスを除く）でnimoca利用開始。
- 2009年4月1日 - 太宰府市役所循環線の全路線でnimoca利用開始。
- 2009年10月1日 - 那珂川町循環バス線運行開始、同時にnimoca利用開始。（バスカード・よかネットカードには当初より非対応）
- 2010年3月13日 - nimocaが利用可能な全車でSUGOCA・はやかけん・Suicaの相互利用開始。モバイルSuica機能を搭載した携帯電話での利用も、もちろん可能である。
- 2010年3月27日 - 西鉄二日市駅からの初乗り運賃を100円から160円に改定。星ヶ丘線を、管理委託路線から自社運行（譲渡）路線に移管。
- 2010年3月31日 - 全ての西鉄バス（太宰府市役所循環線含む）でバスカード・よかネットカードの利用終了。
- 2011年4月1日 - 月の浦〜大野城線、つつじヶ丘線を、管理委託路線から自社運行（譲渡）路線に移管。
- 2014年4月1日 - 西鉄バス佐賀から筑紫野線の移管を受ける。
- 2017年3月25日 - 宇美支社を閉鎖。(路線は宇美自動車営業所、宇美町福祉バス「ハピネス号」は原支社に移管)
- 2020年4月1日 - 月の浦～大野城線を南ヶ丘線に路線統合の上、南ヶ丘線を管理委託路線から自社運行(譲渡)路線に移管。
- 2024年10月17日 - 同日開催された西鉄本体の取締役会において、2025年10月1日に付けで親会社の西日本鉄道が当社を吸収合併し直営化すると発表[2]。理由としては乗務員不足と輸送人員等が減少しているため。

## 営業所の所在地と担当路線
- 営業所表記は、実際は○の中に漢字1文字で表示する。
- →は、一方方向のみ運行する路線。
- バス停の正式名称ではないが、説明上必要と思われる事項につき〔 〕内に示す。

### 月の浦本社
（西日本鉄道月の浦第二自動車営業所併設）
- 所在地：福岡県大野城市大字牛頸2473番地12
- 営業所表記：○月
- 最寄停留所：「月の浦営業所」
- 開設日:1994年12月1日

#### 担当路線
2025年4月1日現在（太字は終点・始発停留所）

##### 春日原線
（管理委託路線）
以前は全便中型スロープ車で運転されていたが、2013年12月頃より大型車も運転されるようになり、ダイヤ改正の度に大型車での運行が増える傾向にある。かつてはいずれの行先番号も雑餉隈営業所発着便（JR南福岡駅・現在の筑紫通り・西鉄春日原経由）が存在したが、現在は全便西鉄春日原発着である。また、現在西鉄春日原には折り返しスペースがないため、駅周辺の一方通行道路を経由し、西鉄春日原ですべての乗客の降車・乗車扱いを行い、そのまま各方面へ運行する形態となっている。なお、折り返しの時間が無いため、上りの遅れが直接下りに影響する。2024年3月16日のダイヤ改正で春日〜那珂川ハイツ線から改称された。
- ■ 1
  - 西鉄春日原 - JR春日駅 - 光町三丁目 - 若葉台 - ちくし台 - 紅葉ヶ丘 - 大土居 - 大土居公民館前 - 惣利南口 - 若草 - 畑ヶ坂 - 月の浦県営住宅前 - 月の浦営業所

春日原駅から若葉台・大土居・惣利南口経由で月の浦営業所を結ぶ路線。平日の大半は惣利南口発着で、土休日は全便月の浦営業所発着である。
西鉄春日原 - 大土居は■2番、大土居より先は■42番とほぼ同じルートで運転されるが、■42番と違って松ヶ丘団地は経由せず、全便県道505号線を直進する。
過去には平野ハイツ行きも存在した。
- ■ 2
  - 西鉄春日原 - JR春日駅 - 光町三丁目 - 若葉台 - ちくし台 - 紅葉ヶ丘 - 大土居 - 天神山

春日原駅から若葉台・大土居経由で天神山を結ぶ平日のみ運行する路線。
過去には博多南駅、那珂川ハイツ、上梶原、那珂川営業所行きも運行されていた。また、以前、那珂川ハイツ・上梶原発着は、中原経由ではなく博多総合車両所付近を経由していた。現在の博多南駅が乗り入れるようになったのは開業当初からである。
2024年10月1日の改正で博多南駅行きが全便那珂川営業所に移管された。
- ■ 6
  - 西鉄春日原 - JR春日駅 - 光町三丁目 - 原町一丁目 - 春日（春日神社前） - 春日六丁目 - 惣利二丁目 - 若草 - 畑ヶ坂 - 月の浦県営住宅前 - 月の浦営業所

春日原駅から春日・惣利二丁目経由で月の浦営業所を結ぶ路線。こちらは大土居経由の■1番と違ってルートが短縮されている。
春日原駅 - 月の浦地区はこの系統がメイン。過去には平日朝に惣利二丁目発西鉄春日原行きが運転された（天神山から回送）が、2024年現在は全便が月の浦営業所発着である。
アクロスモール春日の最寄バス停である春日六丁目・惣利一丁目を経由するのはこの路線のみである。

##### 南ヶ丘線
（自社運行路線）
- ■ 20
  - 大野城駅西口 - 上大利二丁目 - 小水城 - 南ヶ丘四ツ角 - 大野南小学校前 - 南ヶ丘五丁目 - 牛頸 - 平野ハイツ - 月の浦県営住宅前 - 月の浦営業所

JR大野城駅から南ヶ丘四ツ角経由で月の浦営業所を結ぶ路線。朝に平野ハイツ行きがある。
住民の要望で2004年に新設された路線だが、ラッシュ時以外は利用者は少ないせいかダイヤ改正毎に減便傾向にある。平日は大型車が使用されるが、土休日は中型車に変更されることもある（路線譲渡後はほとんど無くなった）。
2020年4月1日より南ヶ丘線に路線統合され、大野城～月の浦線は路線廃止となった。
- ■ 21
  - イオン大野城 - 大野城市役所 - 白木原四丁目 - 下大利駅 - 上大利 - 小水城 - 南ヶ丘四ツ角 - 大野南小学校前 - 南ヶ丘五丁目 - 牛頸 - 平野ハイツ - 月の浦県営住宅前 - 月の浦営業所

イオン大野城から下大利駅・南ヶ丘四ツ角経由で月の浦営業所を結ぶ路線。
イオン大野城バス停は春日原駅から徒歩数分である。沿線からイオン大野城および大野城市役所への足として設定されており、日中に1時間1本程度運転される。イオン大野城発着便は最終が早いので注意が必要。
大半は下大利駅 - 月の浦営業所となっており、運転本数も多い（日中は概ね1時間に2 - 4本程度）。
朝には平野ハイツで終点となる便がある。近道での回送で月の浦営業所に戻り、すぐ折り返して下大利駅へ向かうために設定されている。夕方から夜間にかけては逆に、月の浦営業所から近道で回送し、平野ハイツ始発で営業運転する便がある。
2020年4月1日のダイヤ改正で西日本鉄道管理委託路線から西鉄バス二日市の自社路線に変更された。

##### つつじヶ丘線
（自社運行路線）
- ■ 23
  - 下大利駅 - 上大利 - 小水城 - 旭ヶ丘 - 青葉台 - 西小学校前 - 長浦台 - 平田 - つつじヶ丘通り - つつじヶ丘二丁目 - つつじヶ丘三丁目 - 南山手団地
  - 下大利駅 - 上大利 - 小水城 - 旭ヶ丘 - 青葉台 - 西小学校前 - 長浦台 - 平田 - つつじヶ丘通り - つつじヶ丘二丁目 - 平野中学校 - 平野ハイツ - 月の浦県営住宅前 - 月の浦営業所

下大利駅から青葉台経由でつつじヶ丘地区を結ぶ路線。大半は南山手団地発着となっており、月の浦営業所発着便は平野中学校の通学時間帯に多く運行されている。車両の送り込みは南山手団地 - 月の浦営業所間での回送がメイン。平日・土曜早朝の一部は下大利駅発の折り返し便がないため、下大利駅での客扱い後に南山手団地へ回送する便もある（見送り回送）。また、平日夜にも南山手団地から下大利駅へ回送する便もある（お迎え回送）。
日中は平日15〜30分間隔、土休日20〜40分間隔だがラッシュ時は急行電車と連絡したダイヤとなる。

##### 春日〜大橋線
（管理委託路線）
- ■ 42
  - 西鉄大橋駅 - 香蘭短大前 - 井尻六ッ角 - 御陵 - 須玖 - （ - 福岡女学院 - ） - 昇町 - 一の谷一丁目 - 大土居 - 松ヶ丘団地 - 大土居公民館前 - 惣利南口 - 若草 - 畑ヶ坂 - 月の浦県営住宅前 - 月の浦営業所
  - 西鉄大橋駅←香蘭短大前←井尻六ッ角←御陵←須玖←昇町←一の谷一丁目←大土居←大土居公民館前←惣利南口←若草←畑ヶ坂←牛頸←平野ハイツ
  - 西鉄大橋駅 - 香蘭短大前 - 井尻六ッ角 - 御陵 - 須玖 - （ - 福岡女学院 - ） - 昇町 - 一の谷一丁目 - 大土居 - 天神山

大橋駅から井尻六ッ角・須玖・（福岡女学院）・昇町（春日市いきいきプラザ前）経由で月の浦・天神山を結ぶ路線。
井尻六ツ角 - 惣利南口間は松ヶ丘地区を除き、県道505号線を直進する。
月の浦営業所発着は月の浦本社開設時に設定され、■20・■21・■23番と違って平野ハイツを経由せず、■1・■6番と同じルートを通る。
2020年3月21日のダイヤ改正で大橋駅 - （福岡女学院） - 天神山の系統が新設された。
福岡女学院経由は、平日と土曜の朝ラッシュ時の大橋駅発と夕方の大橋駅行のみであるため、平日・土曜の日中は全便経由する■□■45番・□■45-1番とは異なっている。
2024年3月16日のダイヤ改正で惣利南口発着と平野ハイツ行きが廃止、平野ハイツ発（月の浦営業所から回送）が土曜始発1本に減便され、松ヶ丘団地経由月の浦営業所発着と天神山発着に系統が整理された。同時に博多南駅発着の全便と、天神山発着の大半を那珂川営業所へ移管した。

##### 春日市循環バス線（コミュニティバス）
- ■ 春日市コミュニティバス「やよい」

##### 大野城市循環バス線（コミュニティバス）
- ■ 大野城市コミュニティバス「まどか号」

##### 那珂川市循環バス線（コミュニティバス）
- ■ 那珂川市公共施設循環バス「かわせみ」

コミュニティバスは各路線とも各市町から直接西鉄バス二日市に運行委託。

#### 廃止路線
- ● 1
  - 雑餉隈営業所 - 南福岡駅 - 那珂南小学校前 - 北町一丁目 - （1番:現行路線 西鉄春日原 - 月の浦営業所）
  - （1番:現行路線 西鉄春日原 - 畑ヶ坂） - 牛頸 - 平野ハイツ
- ● 2
  - 雑餉隈営業所 - 南福岡駅 - 那珂南小学校前 - 北町一丁目 - （2番:現行路線 西鉄春日原 - 天神山） - 博多南駅 - 那珂川ハイツ - 那珂川ハイツ南口 - 那珂川南中学校前 - 上梶原
- ● 6
  - 雑餉隈営業所 - 南福岡駅 - 那珂南小学校前 - 北町一丁目 - （6番:現行路線 西鉄春日原 - 水道企業団前） - 春日ローンテニスクラブ前 - （6番:現行路線 春日六丁目 - 月の浦営業所）
  - （6番:現行路線 西鉄春日原 - 畑ヶ坂） - 牛頸 - 南ヶ丘五丁目
  - （6番:現行路線 西鉄春日原 - 畑ヶ坂） - 牛頸 - 平野ハイツ
- ● 21
  - 雑餉隈営業所 - 南福岡駅 - 山田 - 西鉄自動車学校前 - 中 - 変電所前 - 乙金 - 乙金台 - 釜蓋 - （21番:現行路線 白木原四丁目 - 月の浦営業所）

乙金や南ヶ丘五丁目で折り返す便も設定されていた。
- ■ 22
  - 下大利駅 - 上大利 - 小水城 - 南ヶ丘四ツ角 - 緑ヶ丘 - （22番:現行路線 平田 - 西鉄二日市）

2025年4月1日のダイヤ改正で西鉄二日市 - 平田間に運行区間が短縮され、原営業所に移管された。
- ■ 42
  - （42番:現行路線 西鉄大橋駅 - 昇町） - 寺田池 - 下白水 - 上白水十丁目 - 博多南駅
  - （42番:現行路線 西鉄大橋駅 - 畑ヶ坂）→牛頸→平野ハイツ

博多南駅発着は那珂川営業所に移管された。
- ● 10（左回り）
  - 大野城サティ←山田←西鉄自動車学校前←中←変電所前←乙金←乙金台←釜蓋←瓦田←大野城市役所←大野城サティ
- ● 15（右回り）
  - 大野城サティ→山田→西鉄自動車学校前→中→変電所前→乙金→乙金台→釜蓋→瓦田→大野城市役所→大野城サティ

春日原駅・大野城サティ（現・イオン大野城）・大野城市役所へのアクセスとして設定された路線。
元々は無番で、● 15のみの運行だった。
乙金台方面は現在、「まどか号」が運行されている。
- ● 12
  - 大野城総合公園 - 大城小学校 - 釜蓋 - 白木原駅 - 大野城駅 - 春日公園三丁目 - 春日五丁目 - 惣利南口 - 若草一丁目 - 月の浦県営住宅前 - 月の浦営業所
  - 雑餉隈営業所 - 南福岡駅 - 山田 - 西鉄自動車学校前 - 中 - 変電所前 - 乙金 - 乙金台 - 釜蓋 - 白木原駅 - （以下同様）

県道580号線を経由していた路線。この路線沿線も、大野城市コミュニティバス「まどか号」、春日市コミュニティバス「やよい」での運行となっている。
「まどか号」は、おおむね西鉄バス時代の路線を踏襲しつつ、住宅街の狭い道へ分け入る区間を付け加える形でのルート設定であるのに対し、「やよい」では全然違うルートを設定している。若草 - 月の浦県営住宅前間は畑ヶ坂経由ではなく近道を通っていた（現在でも一部の回送バスがそのルートを通っている）。

##### 使用機器
運賃表示器と運賃箱は二日市地区で唯一小田原機器製を使っていた。これは当時、雑餉隈営業所平野台車庫の名残である。その後、液晶の運賃表示機と運賃箱等は順次レシップ製に切り替えた。

### 原(はる)支社
（西日本鉄道原第二自動車営業所併設）
- 所在地：福岡県筑紫野市大字原（はる）836番1号
- 営業所表記：○原
- 最寄停留所：「原営業所前」
- 開設日:1984年4月1日

#### 担当路線
2025年4月1日現在（太字は終点・始発停留所）
「まほろば号」のみ西鉄からの管理委託路線である。
西鉄二日市駅東口バス停留所は、2003年3月31日に供用開始された。
それまでは全て西口発着であったため、西口バスターミナルの正式名称は単に「西鉄二日市」である。
なお県道112号線上には「二日市」バス停があり、甘木幹線の車両が使用している。

##### 二日市線
（自社運行路線）
- ■ 1-1
  - 西鉄二日市 - JR二日市駅 - 紫駅 - 鬼の面 - 高雄 - 柚の木 - 吉木入口 - 東吉木 - 葉光ヶ丘 − 吉木 - 三笠台前 - 原営業所 - 宮の森 - 筑紫女学園大学前 - 九州国立博物館前 - 太宰府〔太宰府駅〕

県道65号線経由。多くの便が吉木発着便（葉光ヶ丘東経由）で概ね毎時1本運行。2019年4月1日の改正で大半の便が原営業所（平日の一部は太宰府）発着へと変更され、筑紫野バスみかさ線と連続運行を取りやめた。同時に吉木発着も少数のみとなったが、2021年3月13日の改正で吉木発着が廃止となった。
- ■ 1-2
  - 西鉄二日市 - JR二日市駅 - 紫駅 - 鬼の面 - 高雄 - 柚の木 - 吉木入口 - 三笠台前 - 原営業所 - 宮の森 - 筑紫女学園大学前 - 九州国立博物館前 - 太宰府〔太宰府駅〕

県道65号線・県道76号線経由。日中は原営業所発着便、太宰府発着便をそれぞれ概ね毎時1本運行。原営業所 - 太宰府間の区間便もある。正月期は原営業所 - 太宰府は運休する。2019年4月1日の改正で日中の原営業所発着が1-1番に変更されたため、太宰府発着がメインとなった（原営業所発着も少数運転）。
- ■ 2-1急行
  - 西鉄二日市→JR二日市駅→（ノンストップ）→山口

山口方面へ早朝の1本のみ運行。
- ■ 2-1
  - 西鉄二日市 - JR二日市駅 - パープルプラザ前 - 警察署前 - 文化会館前 - 上古賀 - 三本松 - （→むさしケ丘団地東口→） - 井手の古賀 - 天拝湖入口 - 山口

県道137号線経由。日中は概ね毎時1本運行。
土曜・日祝の山口行き最終便のみむさしヶ丘団地東口を経由する。
2025年4月1日のダイヤ改正で山口 - 平等寺間が廃止された。
- ■ 2-2
  - 西鉄二日市 - JR二日市駅 - パープルプラザ前 -警察署前 - 文化会館前 - 上古賀 - 三本松 - （→むさしケ丘団地東口→） - むさしケ丘公民館前 - むさしケ丘団地 - むさしケ丘三丁目

むさしケ丘団地と西鉄・JR二日市駅を結ぶ路線。イオンモール開店時間前の朝方のみ運行。それ以外はイオンモール経由の■ 2-3が対応する。むさしケ丘団地東口はむさしケ丘三丁目行きのみ停車。2017年8月26日のダイヤ改正よりむさしケ丘三丁目まで延伸。
- ■ 2-3
  - 西鉄二日市 - JR二日市駅 - パープルプラザ前 - 警察署前 - 文化会館前 - 上古賀 - イオンモール筑紫野 - 三本松 - （→むさしケ丘団地東口→） - むさしケ丘公民館前 - むさしケ丘団地 - むさしケ丘三丁目

むさしケ丘団地と西鉄・JR二日市駅を結ぶ路線で、イオンモール筑紫野に立ち寄るほかは2-2と同一経路である。日中は概ね1時間間隔、平日夕方は概ね30分間隔で運行。夜間平日1往復、土日祝3往復はイオンモール折返便も設定されている。2017年8月26日のダイヤ改正よりむさしヶ丘三丁目まで延伸。

##### 宇美〜太宰府線
- ■ 4-1
  - 太宰府市役所前 - 五条 - 太宰府〔太宰府駅〕 - 宮前 - 三条台前 - 大原 - 松川 - 松川口 - 只越 - 日の丸 - 原田橋 - 勝田 - 栄町 - 四王寺坂入口 - 宇美町役場入口 - 上宇美 - （ - JR宇美駅 - 上宇美 - ） - 宇美営業所

太宰府市役所前 - 只越間はおおむね「まほろば号」と路線が重複するが、「まほろば号」の方がバス停が多く、また住宅街の狭い道へ分け入るのに対し、この路線は県道35号線を直進するため、実質的には快速便である。
太宰府市役所前 - 只越間の運賃は「まほろば号」に合わせて大人100円、小学生50円であるが、定期券類は「まほろば号」とは共通に利用できない。基本的に大型車を使用するが、中型車が使用されることもある。
「まほろば号」が多く発着する西鉄五条駅は通らない。太宰府市役所前到着後は原営業所への回送を除いて市役所駐車場で折り返し、時間まで待機する。乗務員の食事休憩は入庫まで原支社へ戻らないため、宇美営業所で実施する。
2021年3月13日の改正で上宇美経由となり路線名も二日市線から宇美〜太宰府線に変更され独立された。
2024年10月1日の改正でJR宇美駅を経由する便が設定された（宇美駅経由は上宇美を複乗する）。

##### 星ヶ丘線
（自社運行路線）
- 無番
  - 西鉄二日市東口 - 福岡経済大学前 - 君畑 - 星ヶ丘入口 - 梅香苑 - 泉ヶ丘 - 太宰府高校入口 - 太宰府高校
  - 西鉄二日市東口 - 日本経済大学前 - 君畑 - 星ヶ丘入口 - 梅香苑 - 泉ヶ丘 - 太宰府高校入口 - 星ヶ丘 - 東ヶ丘 - 五条台 - 西鉄五条駅
  - 西鉄五条駅 - 九州国立博物館前 - 筑紫女学園大学前 - 宮の森 - 原営業所
- 直行
  - 西鉄二日市東口→梅香苑入口→太宰府高校

星ヶ丘地区は道幅が狭いので、専用の7m車を使用。二日市駅 - 太宰府高校入口の区間便には中型車も入る。

##### 上西山線
（自社運行路線）
- ■ 3
  - 西鉄二日市 - JR二日市駅 - パープルプラザ前 - 警察署前 - 済生会病院 - 二日市温泉 - 二日市西一丁目 - 西鉄二日市

筑紫野市中心部にある各種公共施設を結ぶ循環線。西鉄二日市駅発着だが、筑紫野市からの補助金補填の兼ね合いにより上西山線に組み込まれている。左回り系統は2010年4月1日新設。
かつて方向幕を使用していた時代の系統色は、右回りは□（白）、左回りは■（濃い茶色）だった。2011年9月に旧・二日市交通塗装車が廃車され、当路線はLED車両の使用に限定されることになった。その際系統色が赤茶に変更されている。
二日市温泉バス停から九州自動車道・筑紫野二日市温泉入口バス停へは西へ徒歩約8分。
2019年1月4日の筑紫野市役所移転に伴い、筑紫野市役所前バス停は二日市西一丁目に改称された。
- ■ 24
  - 筑紫駅前 - 岡田 - 山家道 - 山家駅 - 山家小学校 - 浦の下 - 上西山

旧・長崎街道を通る路線。
浦の下 - 上西山間は筑紫野市からの補助金によって運行されている。2010年4月1日のダイヤ改正でJR二日市駅・西鉄朝倉街道駅発着が廃止され、全便がこれまで平日・土曜の一部のみ運転されていた筑紫駅発着に代替された。一部は浦の下発着もある。
かつては西鉄二日市・JR二日市駅から冷水峠を経て飯塚バスセンターまで運行していた。午前中は上西山線の充当車が、午後は筑紫野線の充当車が運用される。

##### 筑紫野線
- ■ 17
  - 筑紫駅西口 - 筑紫 -筑紫神社前 - JR原田駅 - 美しが丘南 - ニュータウン第一 - 美しが丘 - 美しが丘北公民館前 - 光が丘一丁目 - 光が丘四丁目 - 新津古橋 - 老人ホーム前 - ニュータウン第一 - 美しが丘南 - JR原田駅 - 筑紫神社前 - 筑紫- 筑紫駅西口
  - 筑紫駅西口 - 筑紫 - 筑紫神社前 - JR原田駅 - 美しが丘南 - ニュータウン第一 - 老人ホーム前 - 光が丘四丁目 - 光が丘一丁目 - 美しが丘北公民館前 - 美しが丘 - ニュータウン第一 - JR原田駅 - 筑紫神社前 - 筑紫 - 筑紫駅西口
  - 筑紫駅西口→筑紫→筑紫神社前→JR原田駅→原田郵便局前→美しが丘→老人ホーム前→光が丘四丁目

筑紫野市からの補助金によって運行されている。2014年4月1日、西鉄バス佐賀から移管。通常は循環運行だが、出入便のみ光が丘四丁目発着となる（原営業所 - 光が丘四丁目は回送）。午前中は筑紫野線の充当車が、午後は上西山線の充当車が運用される。

##### 天拝坂線
- ■ 22
  - 西鉄二日市 - 塔の原 - 杉塚公民館入口 - 天拝坂 - 大佐野 - 福農前 - 平田

西鉄二日市駅から天拝坂経由で平田を結ぶ路線。朝夕の運行。JR二日市駅には乗り入れない。かつて天拝坂地区は経由しなかったが現在は全便経由する。
2020年4月1日のダイヤ改正で、西日本鉄道管理委託路線から西鉄バス二日市の自社路線に変更された。
2025年4月1日のダイヤ改正で下大利駅 - 平田間が廃止され、路線名も天拝坂線に改称の上、月の浦営業所から移管された。

##### 宇美町巡回バス

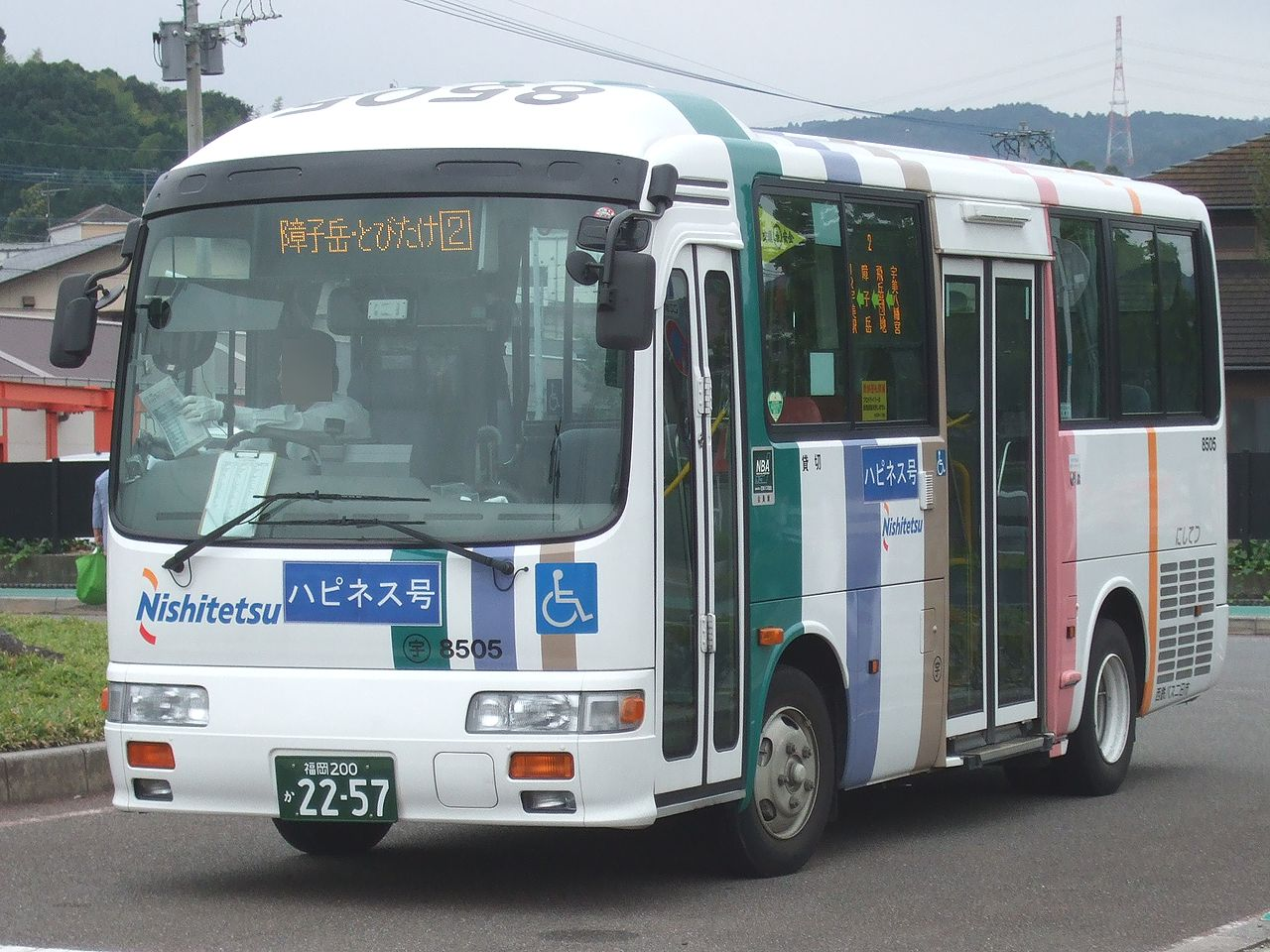
車両

- ■ 宇美町福祉巡回バス「ハピネス号」
  - ゆりが丘・桜原コース
  - 障子岳・とびたけコース
  - ひばりが丘・光正寺コース
  - 若草・四王寺坂コース

1997年に運行開始した宇美町のコミュニティバスである。宇美駅を拠点に、町内の公共施設や住宅地を巡回する。運賃は無料で、誰でも乗車可。土曜日、祝日は運休する。
運行開始以来、オリジナルデザインの専用車（日産ディーゼルRN）が使用されていたが、2011年に日野リエッセの新車に置き換えられた。
2017年3月宇美支社より移管された。

##### 太宰府市役所循環線
（管理委託路線）
- ■ 太宰府市コミュニティバス「まほろば号」

#### 過去の路線

##### 二日市線
- ■ 1-3　2011年4月1日改正で廃止。
  - 西鉄二日市 - 福岡経済大学前 - 君畑 - 星ヶ丘入口 - 高雄 - 柚の木 - 吉木入口 - 三笠台前 - 原営業所 - 宮の森 - 筑紫女学園大学前 - 九州国立博物館前 - 太宰府〔太宰府駅〕

この路線はもともと、西鉄電車の踏切待ちやJR二日市駅周辺の渋滞を回避し、西鉄二日市駅と高雄以遠を■1-2より速く結ぶために、国道3号経由で設定された。朝ラッシュ時に東口着、夜ラッシュ時に西口発での運行であった。
踏切を渡らなければならない西口発としたのは、西口で並んでいる■1-2利用者の目に留まるように意図したものと思われる。
紫駅開業にともなう2010年3月27日改正により、廃止申し出路線となった。
土曜最終の西鉄二日市駅→原営業所の1本のみとなり、この時点で実質的に廃止された。
- ■ 4-1　2002年4月1日改正で廃止。
  - 西鉄二日市 - 六反 - 通古賀 - 関屋 - （太宰府市役所前 - 現行路線）
  - （現行路線 - 松川口） - 北谷

「関屋経由」と案内されていた。六反 - 関屋は県道112号線（旧・国道3号）を経由し、正月に運行されるJR二日市 - 太宰府の臨時バスがこのルートを通る。
- ■ 4-2　2002年4月1日改正で廃止。
  - 西鉄二日市 - 第一経済大学前 - 五条〔交差点〕 - 太宰府〔太宰府駅〕 - 宮前 - 三条台前 - 大原 - 松川 - 松川口 - 只越 - 日の丸 - 原田橋 - 勝田 - 栄町 - 四王寺坂入口 - 宇美町役場入口 - 宇美営業所
  - 西鉄二日市 - 第一経済大学前 - 五条〔交差点〕 - 太宰府〔太宰府駅〕 - 宮前 - 三条台前 - 大原 - 松川 - 松川口 - 北谷

「五条経由」と案内されていた。
- ■ 1-1
  - （現行路線 - 吉木 - 筑紫野バスみかさ線と連続運行）
  - 西鉄二日市→JR二日市駅→紫駅→鬼の面→高雄→柚の木→吉木入口→吉木→（筑紫野バスみかさ線と連続運行）

平日・土曜の朝夕には筑紫野バスみかさ線と連続運行する本導寺・柚須原発着の便があり、葉光ヶ丘東を経由しない本導寺行き（吉木から筑紫野バスみかさ線）は土曜1本のみ運転だったが、2019年4月1日の改正で全て太宰府方面へと変更された。

##### 上西山線
いずれも2010年4月1日改正で廃止。
- ■□ 3
  - （西鉄二日市 - JR二日市駅 - パープルプラザ前 - 警察署前 - 済生会病院 - 二日市温泉） - 東町

東町バス停は循環線の内側にある折返場内にあった。二日市温泉 - 東町間を廃止し、代わりに西鉄二日市→筑紫野市役所前→二日市温泉間を新設する形で左回り系統を設定した。なお折返場は現在も甘木幹線の車両が使用している。
- □ 24　
  - JR二日市駅 - 東新町 - 石崎 - 朝倉街道〔朝倉街道駅〕 - 針摺東 - 筑紫野中学校入口 - 盲学校前 - 天山 - （山家道 - 山家駅 - 山家小学校 - 浦の下 - 上西山）

廃止直前は、JR二日市駅発着系統は1日2 - 3本、筑紫駅発着系統は平日と土曜の通学時間帯のみの運行であった。
大半は朝倉街道駅 - 浦の下間の運行で、1時間に1本程度運行されていたが、全て筑紫駅発着系統に差し替えられた。
- □ 24　
  - JR二日市駅→東新町→石崎→永岡→桜台団地→筑紫→筑紫駅

県道77号線経由。平日朝1本のみの運行で、小学生の通学のために存続していた。かつては永岡経由でも二日市地区と山家地区を結んでいた。
廃止時期不明
- □ 24　
  - 西鉄二日市 - JR二日市駅 - 東新町 - 石崎 - 朝倉街道〔朝倉街道駅〕 - 針摺東 - 筑紫野中学校入口 - 盲学校前 - 天山 - （山家道 - 山家駅 - 山家小学校 - 浦の下 - 上西山) - 冷水峠 - 飯塚バスセンター

西日本鉄道運営時代から運行していた路線でその後幾度か改変を繰り返している。

##### 筑紫野バス
- みかさ線

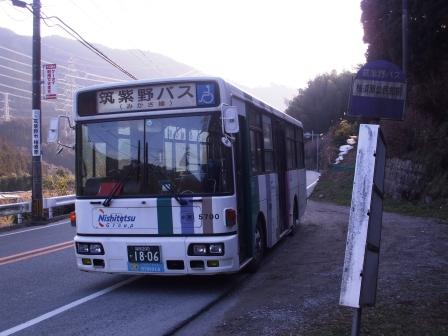
筑紫野バスみかさ線

  - （■1-1番と連続運行） - 宝満登山口 - 本導寺 - 柚須原

西鉄バス二日市線と連続運行する西鉄二日市発着の便があり、葉光ヶ丘東を経由しない本導寺行き（吉木から筑紫野バスみかさ線）は土曜1本のみ運転だったが、2019年4月1日の改正で全て廃止された。
- やまぐち線
  - （■2-1番と連続運行） - 倉谷前 - 山神ダム前 - 平等寺

二日市線の2-1番の末端区間を2004年に筑紫野市に移管し、コミュニティバスとした路線である。全便が2-1番との直通運転で、専用車両ではなく、従来どおりの一般路線車両を使用し、コミュニティバス区間内のみ方向幕の表示を切り替えて運行する。
コミュニティバス区間は運賃が100円均一（小学生も100円）。2-1番と通しで乗車した場合、運賃は西鉄の区間とコミュニティバス区間の運賃を合算する。西鉄バスに自由に乗車できる乗車券・定期券を使い、通しで乗車した場合は、コミュニティバス区間の運賃を別に支払う。
日祝日は運休する。

### 甘木支社
（西日本鉄道甘木第二自動車営業所併設）

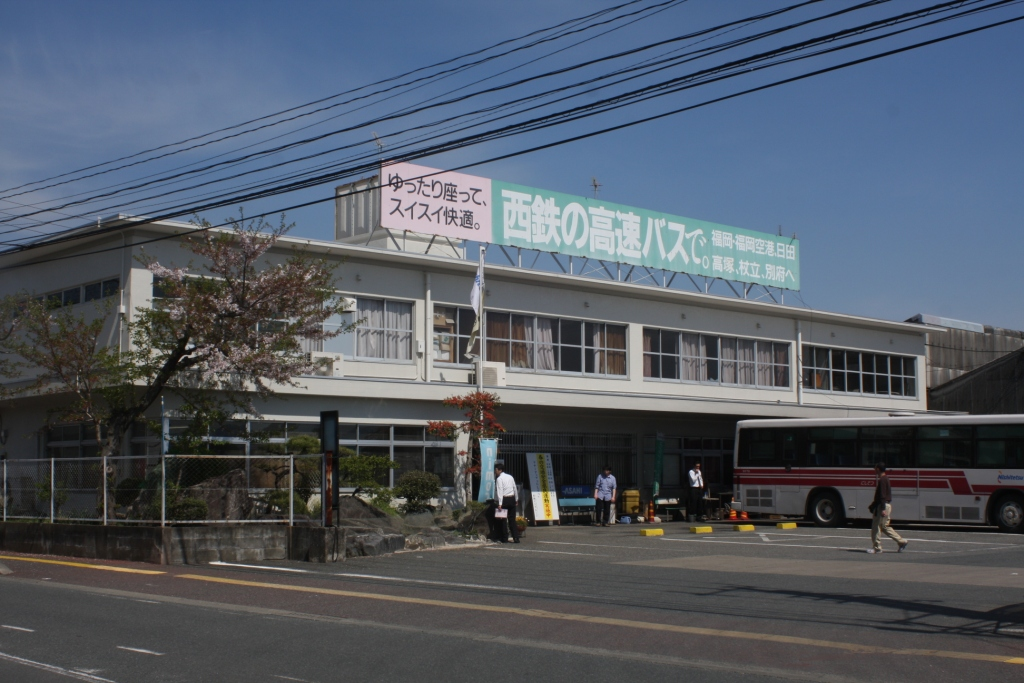
西鉄バス二日市　甘木支社（西日本鉄道甘木第二自動車営業所）

西日本鉄道から「甘木営業所」として管理委託されている。
管理受託路線においては車両・路線・停留所は西日本鉄道が保有し、甘木支社は運行業務や停留所の維持管理などを行う。所属車両に記載される営業所表記は「○甘」。甘木幹線の一部は杷木で乗務員が現地出退勤する便があったが、2016年11月1日より杷木現地出退勤分の運用（全本数の約4割）を後述する日田バスに運行を委託することになった。
所在地は福岡県朝倉市菩提寺540番地の1で、敷地内に「甘木営業所」停留所（すぐ横の道路上には杷木発着便が使用する「裁判所前」停留所）が設置されている。車庫の所在地が朝倉市となるため久留米ナンバーだが、西鉄バスにおける定期券上の地区としては福岡地区に分類されるため、ワイドエコルカードなどの福岡都市圏全線定期券が使用できる。
系統によっては運賃が3桁を超えることから、他の営業所・支社とは異なる運賃表示機を使用している。2019年10月1日運賃改定での最高額運賃区間はJR二日市 - 杷木の1100円。
なお、直営の西日本鉄道甘木自動車営業所時代の2001年までは福岡-日田間高速バスひた号の一部の便の運行を担当していた。
1943年7月10日 に東福岡交通と九州乗合バスが合併する形で開設され、1967年9月1日に現在地に移転し営業している。

#### 担当路線
2025年4月26日現在（太字は終点・始発停留所）
すべて管理受託路線

##### 甘木幹線（普通）線
筑紫野市内（JR二日市駅・朝倉街道駅）から筑前町経由で朝倉市（甘木バスセンター・甘木営業所・杷木発着所）を結ぶ路線。
筑紫野市内から朝倉市内までのほぼ全線で県道福岡日田線（旧朝倉街道）を経由する。
いずれの行先番号も方面色・系統色の設定はない。幕式の場合は黒枠黒字、LEDの場合は黒色を表示して運行する。
2016年11月1日から全運行本数の約4割を日田バスが担当することになった（但しこちらも車両は西鉄が所有し、日田バスの運転士が乗務する管理委託方式をとる。従来通り給油や運賃精算は甘木支社で実施する）。
- □ 40
  - JR二日市駅 - 朝倉街道 - 針摺東 - 山家道 - 篠隈 - 甘木 - 甘木営業所
  - JR二日市駅 - 朝倉街道 - 針摺東 - 山家道 - 篠隈 - 甘木 - 三連水車の里 - 高山（こうやま） - 原鶴 - 上原鶴サンライズ前 - 杷木

わずかだが甘木→杷木の区間便もある（営業所には乗り入れない）。大半はJR二日市 - 甘木営業所・杷木だが、朝倉街道発着も運転される。
甘木以東の高山 - 上原鶴サンライズ前間では原鶴経由。筑紫野市 - 甘木営業所の系統もこの行先番号で運行される。
かつては県道112号経由で博多駅 - 朝倉街道 - 甘木 - 杷木 - 日田間を直通運行していた。のちに朝倉街道以北は41番（雑餉隈営業所、甘木幹線41番とは無関係）に分割、その後杷木 - 日田間の西鉄便は廃止された。また、西鉄便の急行が運行された時期もあった（日田バスの杷木 - 日田間は現存していたが路線廃止となった）。
現在の運行区間はかつての朝倉軌道とほぼ一致しており、停留所名も朝倉軌道の駅名と同じものが多数存在している。
- □ 41
  - JR二日市駅 - 朝倉街道 - 針摺東 - 山家道 - 篠隈 - 甘木 - 三連水車の里 - 高山 - 原鶴温泉 - 上原鶴サンライズ前 - 杷木

1998年新設。甘木以東の高山 - 上原鶴サンライズ前間では原鶴温泉経由。原鶴温泉はいったん県道112号を外れて温泉街の北端部に停車する。朝倉街道発着も数本ある。平日朝1本、休日朝2本のみ甘木発杷木行きの区間便もある（甘木営業所から甘木は回送）。
- 運行形態

基幹部の朝倉街道 - 甘木間は毎時3 - 5本程度である。JR二日市駅 - 甘木は毎時2 - 3本程度で、うち概ね1 - 2本が杷木まで直通する。朝倉街道 - 杷木間では毎時1 - 2本程度で、JR二日市駅まで直通する便が多い。甘木 - 杷木間では40番と41番を交互に、あわせて概ね30〜60分間隔で運行される。また、少数ながら甘木 → 杷木間の区間便もある。

##### 甘木（都市高速）博多線

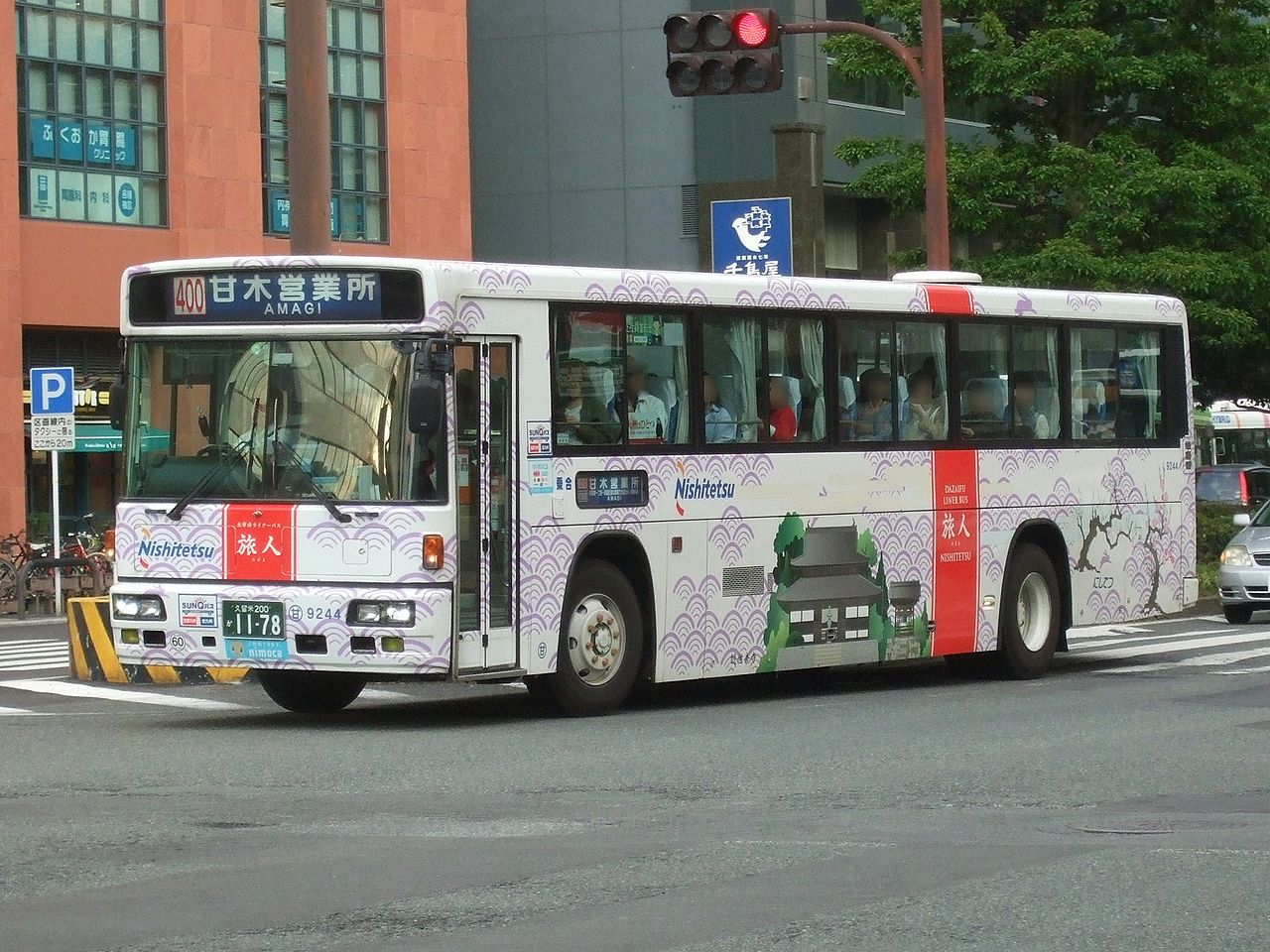
「太宰府ライナーバス旅人」用の車両が使用される便がある。

- ■ 都市高 400（福岡都市高速　千代 - 水城）
  - 博多駅地区 - 祇園町 - 呉服町 - 福岡都市高速 - 水城 - 都府楼前駅 - 君畑 - 星ヶ丘入口 - 針摺北口 - 針摺東 - 山家道 - 篠隈 - 甘木 - 甘木営業所

- 運行形態

博多駅から都市高速・国道3号・県道112号経由で筑前町・朝倉市（甘木・甘木営業所）へ至る路線。2003年に新設された。
博多駅行きの終点は新三井ビル前降車場で、博多駅到着後は博多営業所もしくはおたふく駐車場、博多バスターミナルまで回送されて待機する。甘木営業所行きは博多バスターミナル24番のりば始発である。
博多駅からの出発は、西鉄バスの一般路線としては唯一博多バスターミナルの2階から発車する。
基本的に全区間通しての運転で、平日朝夕にわずかだが針摺北口発博多駅行きが設定されている（朝倉街道から回送）。2019年12月1日改正で博多バスターミナル発針摺北口行きが平日に新設され、針摺北口到着後は朝倉街道へ回送される。
運行間隔は平日は30分間隔、土曜日・日祝日は30 - 60分に1本。平日については朝・夕のラッシュ時にさらに増便され、特に朝ラッシュ時は10分間隔で運行される。
福岡市都心部に共同運行する営業所を持たないため、博多駅発の始発は遅く、甘木営業所発の最終は早い。また、福岡都市圏の路線にみられる「朝ラッシュ時に都心に送り込み、日中は都心路線を運行し、夕ラッシュ以降は郊外に向けて運行する」形態をとっていない。なお、朝に博多へ向かった400番の一部は後述の「太宰府ライナーバス旅人」として運用される。2015年3月21日より博多駅 - 蓮池で博多駅行きは降車のみ、甘木営業所行きは乗車のみ取り扱うように変更された。同時に従来の路線バスタイプの車両に加え高速バス車両で運転されるようになった。高速バス車両でも立席乗車は可能である。路線車は、西日本鉄道ホームページで確認できる。)

###### 太宰府ライナーバス旅人
- ■ 旅人

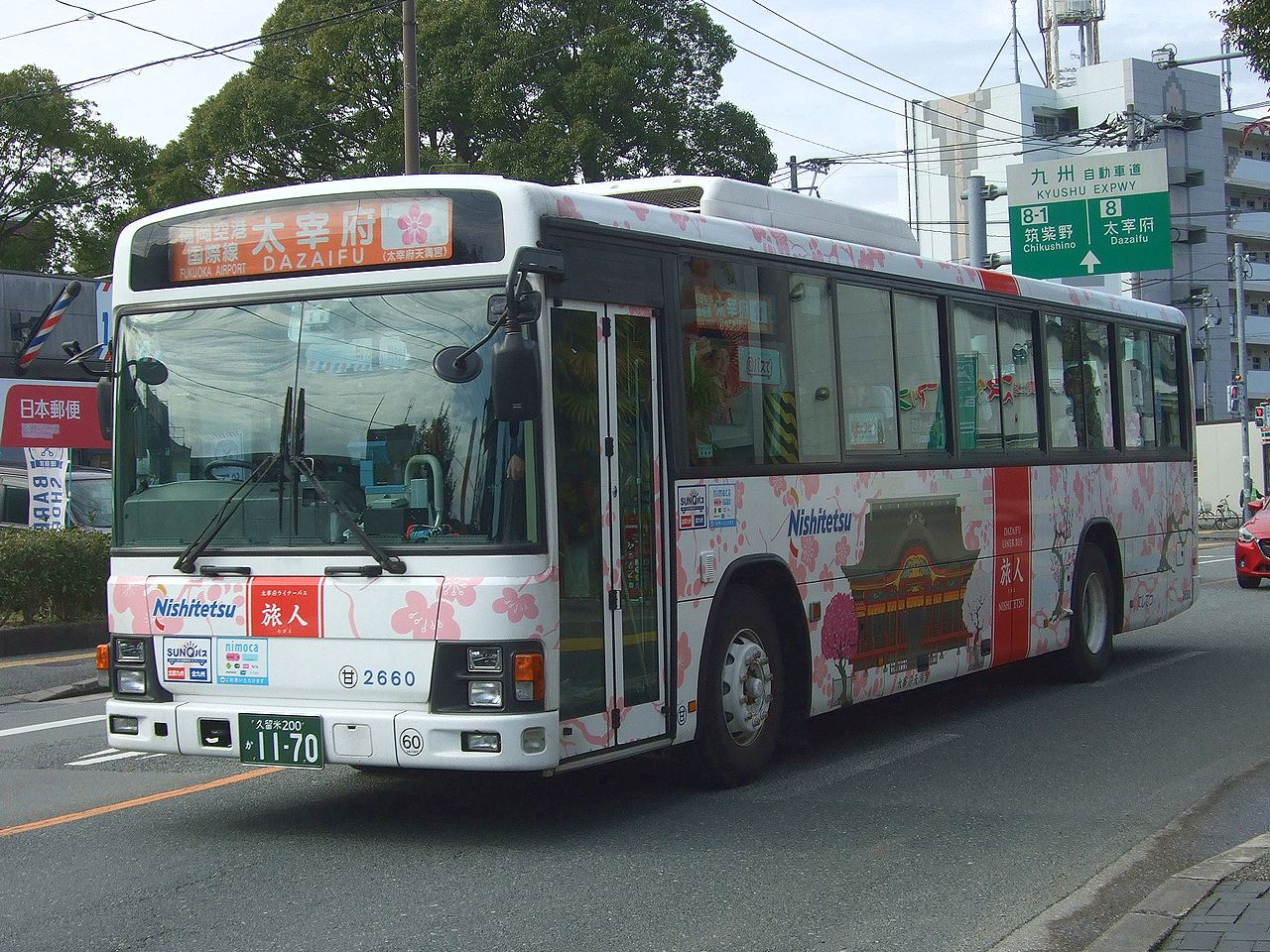
太宰府ライナーバス旅人

  - 博多バスターミナル - （この間、ノンストップ） - 福岡空港国際線ターミナル[7] - 福岡都市高速 - 大宰府政庁跡 - 太宰府市役所前 - 太宰府（西鉄太宰府駅）
  - 博多バスターミナル - （この間、ノンストップ） - 太宰府（西鉄太宰府駅）[8]

博多駅・福岡空港国際線ターミナルと太宰府を結ぶ路線。2014年4月1日のダイヤ改正で新設された。西鉄の太宰府観光列車「旅人」の運行開始後、太宰府観光活性化を目的として運行開始された。名称も西鉄の観光列車に合わせた「旅人」を用いている。
運行開始時点では1日7往復、昼間時間帯に1時間間隔の運行であったが、7月19日以降は平日が7往復+太宰府行き2便、土休日は昼間が30分間隔の運行（17往復）と増発された。
主要箇所のみ停車するため、ルート上の東光町や水城・洗出・五条などは通過する。博多駅からの出発は400番と違って博多バスターミナルの1階11のりばから発車する（降車は2階の降車場を使用する）。400番同様、高速自動車国道を通らないので立席乗車も可能である。博多駅 - 太宰府市内では上記の400番と概ね並行するが、都市高速部分以外の経路はほとんど400番と異なっており、博多バスターミナル以外の停車地も400番と全く異なっている。400番の筑陽学園前バス停と太宰府ライナーバス旅人の大宰府政庁跡バス停の距離は約350mと比較的近い。
また運賃体系も大幅に異なっており、400番の博多駅 - 筑陽学園前が400円に対し、本路線では大宰府政庁跡を含む太宰府市内 - 博多駅で610円となっている。
太宰府市内のみの利用は可能だが、博多バスターミナル - 福岡空港国際線ターミナル間のみの利用はできない。
土曜・休日は利用者が多く、積み残し対策として月の浦本社・宇美支社、吉塚営業所などが臨時便を担当することもあった。
2015年3月21日のダイヤ改正で車両を高速バス用に変更するとともに平日は17.5往復、土曜・休日は大幅に増便され33往復、ピーク時には1時間に3-4本の運転となった。この改正から一部は赤間営業所との共同担当となった。2017年4月1日にはさらに増便され平日は23.5往復、土日祝日41往復となっている。太宰府到着後、折り返しがない場合は甘木営業所へ回送される（朝一部の博多駅行きも甘木営業所から回送する便もある）。
甘木支社所属の車両には、ラッピングが施された車両もあり、優先的に使用される。場合により、甘木支社の路線車が続行便として使用されるときがある（この場合高速バス車両以外にも一般路線バス車両も入ることがある）。
2024年3月16日のダイヤ改正で平日・土曜・日祝の朝1本のみ博多駅発太宰府行直行系統が新設されると共に、福岡高速営業所が運用に加わった。
2025年4月26日のダイヤ改正で太宰府発博多駅行き直行系統が新設されると共に、福岡空港国際線ターミナルの降車場所が1階から3階に変更された。

### 宇美支社
（西日本鉄道宇美第二自動車営業所併設）
宇美営業所と宇美支社（早見営業所）は別の営業所であった。そのため○表記は青文字で○宇とし、宇美営業所のバスと区別していた。
2010年頃から、バス停等の掲示物や運転士の名札掲出位置の営業所表記等を「西鉄バス二日市　宇美支社」に変更しており、「早見営業所」の表示はなくなっていた。
2017年3月25日を持って併設されていた西鉄宇美第二営業所とともに閉鎖され、宇美町コミュニティバスは原支社へその他の路線は宇美自動車営業所に移管された（ただし敷地内は引き続き早見車庫として使用）。
担当路線
空港循環線
- ■□ 1 
  - 福岡空港 - 月隈団地前 - 桜ヶ丘第二 - ひばりヶ丘団地 - 宇美営業所 - 上宇美

この路線は現在、宇美営業所による福岡空港国内線行のみの運行となっている。■■■39番のうち、福岡空港止まりであるもののみが□ 1番となる。
- ■□ 2
  - 福岡空港 - 月隈団地前 - 下志免〔西友前〕 - 志免〔福岡銀行前〕 - 原田橋
- ■□ 4
  - 福岡空港 - 月隈団地前 - 下志免〔西友前〕 - 志免〔福岡銀行前〕 - 新生 - 須恵役場前 - 佐谷
- 無番　2011年4月1日改正で廃止。
  - 宇美営業所←上宇美←JR宇美駅←柳原←飛岳団地←障子岳←上障子岳

廃止直前は平日朝1本のみ運転されていたが、かつては本数も数本あり上障子岳行きも運転されていた。
元は南福岡線●11番の一部だった。
- 無番　2011年4月1日改正で廃止。
  - 宇美営業所←上宇美←JR宇美駅←柳原←古の添←佐谷

廃止直前は土曜夜1本のみ、佐谷に到着した■5番の入庫便として運行されていた。このため古の添バス停は、土曜夜1本しかバスが運行されないバス停となっていたが、路線とともに廃止された。
元は□■36番佐谷経由の一部だった。
大野城東部循環線
- ● 10
  - 乙金 - 乙金台 - 釜蓋 - 瓦田 - 大野城市役所 - 大野城サティ（現:イオン大野城）

ラッシュ時に運行されていた乙金発着便のみ担当していた。月の浦担当分は南ヶ丘線の間合いで大型車が使用されていたが、宇美担当分は中型車での運行だった。乙金台方面は現在、「まどか号」が運行されている。
南福岡線
中型ワンステップ車または標準床大型車が使用される。43番移管と同時に雑餉隈営業所から転属となった車両は、所属表記が変更されないまま運行していたが、2011年8月頃までに全車の表記が修正された。
- ● 11
  - JR南福岡駅 - 寿町二丁目 - 西鉄雑餉隈駅入口 - 山田 - 中 - 変電所前 - 乙金 - 乙金病院前 - 県民の森入口 - 宇美営業所 - 宇美町役場入口 - 上宇美←JR宇美駅←柳原←飛岳団地←障子岳

南福岡駅から乙金を経由して上宇美を結び大野城市 - 宇美町の足として利用される路線。以前は雑餉隈営業所が担当していて、当時は大型車が使用されていた。この当時は障子岳行きや雑餉隈営業所発着があったが、利用が少ないため廃止された。ただし障子岳発は現在も朝のみ運転している（四王寺坂から回送）。後に担当が西鉄バス二日市原支社、さらに現在の宇美支社と変わった。県道60号線を通る。
板付線
- ■□ 43
  - 福岡空港 - 東平尾 - 月隈 - 金隈 - 金隈病院入口 - 中 - 山田 - 西鉄雑餉隈駅入口 - 寿町二丁目 - JR南福岡駅 - 寿町二丁目 - 雑餉隈営業所

福岡空港と雑餉隈営業所を金隈・西鉄雑餉隈駅入口経由で結ぶ路線。以前は博多駅・天神方面の発着だったが、博多駅 - 金隈の□■33番（当時）の代替を兼ねて福岡空港発着になった。福岡空港は空港行きが国内線ターミナルに到着、雑餉隈営業所・南福岡駅行きは福岡空港前から発車する。およそ1時間に1 - 2本運転される。
2010年3月27日改正で雑餉隈営業所から移管された。
なお、雑餉隈営業所行きの43番のうち、LED行先表示器装備車においては寿町二丁目→南福岡駅→雑餉隈営業所間を行先番号を表示せずに運行する。
一部南福岡駅発着便が存在する。

## 運行している地域
すべて福岡県内。
- 筑紫地域
  - 春日市
  - 大野城市
  - 筑紫野市
  - 太宰府市
  - 那珂川市[11]
- 朝倉地区
  - 朝倉市[12]
  - 朝倉郡筑前町
- 粕屋地区（南部）[13]
  - 糟屋郡宇美町・須恵町・志免町
- 福岡市博多区・南区[12]

## 西鉄バスと筑紫地区の各コミュニティバスにおける利用方法の差異
| 大人運賃                | 距離制                | 100円均一             | 100円均一             | 100円均一             | 100円均一             | 150円均一             |                       |                       |
| 小学生運賃              | 大人の半額            | 割引なし（大人運賃）  | 割引なし（大人運賃）  | 割引なし（大人運賃）  | 割引なし（大人運賃）  | 100円均一             |                       |                       |
| 幼児運賃                | 2人まで無料           | 2人まで無料           | 3人まで無料           | 2人まで無料           | 2人まで無料           | 常に無料              |                       |                       |
| 障害者運賃              | 大人の半額            | 補助利用券            | 割引なし（大人運賃）  | 割引なし（大人運賃）  | 割引なし（大人運賃）  | 100円均一             |                       |                       |
| 高齢者（65歳以上）運賃  | 大人運賃              | 割引なし（大人運賃）  | 割引なし（大人運賃）  | 割引なし（大人運賃）  | 割引なし（大人運賃）  | 100円均一             |                       |                       |
| 乗車方法 運賃支払い方式 | 中乗り・前降り 後払い | 中乗り・前降り 後払い | 前乗り・中降り 先払い | 前乗り・前降り 後払い | 中乗り・前降り 後払い | 中乗り・前降り 後払い | 中乗り・前降り 後払い | 中乗り・前降り 後払い |
| 乗り継ぎ割引            | 最大80円引            | あり                  | あり                  | あり                  | なし                  | あり                  |                       |                       |
| 定期券類                | 1ヶ月・3ヶ月・6ヶ月   | 1ヶ月・3ヶ月          | なし                  | なし                  | なし                  | なし                  |                       |                       |
| 回数券（紙製）          | なし                  | なし                  | あり                  | なし                  | なし                  | あり                  |                       |                       |
| 一日乗車券              | なし                  | あり                  | なし                  | なし                  | なし                  | なし                  |                       |                       |
| SUNQパスの利用          | 利用可                | 利用可                | 利用可                | 利用不可              | 利用不可              | 利用可                |                       |                       |

## 主なターミナル
- 西鉄天神大牟田線各駅
  - 大橋駅
  - 春日原駅
  - 下大利駅
  - 西鉄二日市駅
  - 朝倉街道バスセンター
- JR鹿児島本線各駅
  - 博多バスターミナル
  - 南福岡駅
  - 大野城駅
  - 二日市駅
- その他
  - 福岡空港
  - 宇美駅
  - 甘木バスセンター
  - 杷木発着所

※このほか、西鉄グループのターミナルにも乗り入れる。

## 車両

### 一般路線車
通常は、管理委託路線には「Nishitetsu」・「にしてつ」ロゴ入りの車両が、

自社運行（譲渡）及び専業路線には「Nishitetsu G r o u p」・「西鉄バス二日市」ロゴ入りの車両が使用される。

このため管理委託路線と自社運行（譲渡）及び専業路線が混在する営業所では異常時を除き車両運用が分けられている。

#### 月の浦本社
大型車は西日本車体工業B型車体の日産ディーゼル（現・UDトラックス）（UA452系とRA274系）、いすゞ（純正）の配置。いすゞ車には西武バスから移籍したノンステップバスも配置されている（春日原線・春日～大橋線で使用）。土日はみずほPayPayドーム臨時にも使用されることがあるためETCを装備している車両がある。
つつじヶ丘線では最低地上高が低いいすゞ車の使用を避け、通常時は三菱ふそう車ばかり使用していた。2011年の路線譲渡時に、低年式車や車体未更新車を避け、更新車ばかりが割り当てられたためいすゞ車も毎日走るようになった。その後2013年3月のダイヤ改正で日産ディーゼル車が転入し同車をメインに運行されている。かつてはいすゞ車（LV380系）・三菱ふそう車MP217系とMP317系）も配置されていたが転属や廃車などで配置が無くなっている。 

中型車はいすゞ・日野の純正車が配置されている。主に春日原線の一部便で使用するが、稀に春日～大橋線の代走に入る事もある。かつては日産ディーゼルの西工96MC（RM252系）、いすゞの西工96MC（LR234系）も配置されていた。
「まどか号」用として専用塗装の三菱ふそうエアロミディME・ポンチョが、「やよい」用として専用塗装のポンチョが、「かわせみ」用として専用塗装の日野リエッセ（純正）とポンチョ、トヨタハイエースが配置されている。予備として、三菱ふそうのローザ（スマートループ塗装）が配置されている。過去には「かわせみ」の予備車としていすゞエルフUTが在籍していた。

#### 原支社
大型車は日産ディーゼル（UA452系）の西工B型が配置。

主に二日市線■ 4-1番（それ以外の路線にも入ることがある）で使用されるが、土日はみずほPayPayドーム臨時にも使用されることがあるためETCを装備している。
筑紫女学園大学のスクールバスを中心に使用される車には、運賃箱が設置されていない。
中型車は日産ディーゼルの西工B型（RM252系とRM360系）、いすゞの西工96MC（LR234系）と純正車が配置されている。

かつては三菱ふそうと日野の西工B型（一般路線塗装）、日産ディーゼルのJM（旧・二日市交通塗装）が配置されていた。
旧・二日市交通塗装車には上西山線の行先表示幕しかないため専用に使用されていた。
星ヶ丘線用の7m車として一般路線塗装の日産ディーゼルRN（西工96MC）、スマートループ塗装の日野リエッセ（純正）が配置されている。以前はマツダ・パークウェイやいすゞ・ジャーニーQ、三菱エアロミディMJも配置されていた。
また、「まほろば号」用として専用塗装の日産ディーゼルRN（西工96MC）とリエッセとポンチョも配置されている。

#### 甘木支社
全車が管理委託車で、一般路線用の低床車と、太宰府ライナー旅人用の高速車が配置される。
一般路線用の前中扉の大型車は西工B型の日産ディーゼル（UA452系、RA274系）の配置。原則として40番、41番、400番に充当。以前はいすゞの配置もあったが廃車や転属で現在はなくなっている。三菱ふそう（MP317系とMP717系）についても日田バスへ運用移管による杷木営業区への転属や廃車などで配置がなくなった。
2015年3月に「太宰府ライナーバス旅人」用として高速車が数年ぶりに配置された。間合い運用・送り込みで400番、40番にも使用される。純正車体のいすゞ（エルガとガーラ（2代目RU系））・日野（ブルーリボンII）の配置。ガーラは太宰府市の観光名所をあしらったラッピング車両となっており1台ごとに模様が異なる。うち3台は2017年4月1日に増発された際に新車で導入された車両で、デンマーク出身のフラワーアーティスト、ニコライ・バーグマンと太宰府天満宮がタイアップしたデザインのラッピング車両となっており1台ごとに色が異なる。さらに同年秋には従来車置き換えのためガーラ3台が追加で導入され、太宰府ラッピング車両も置き換えられた車両のものを引き継いでいる。2020年導入のいすゞ・ガーラは西鉄の高速バス新デザイン「HARMONY」塗装である。その後2023年春に田川第二営業所・京町支社より転属したセレガ・ガーラ各1台とブルーリボンⅡ・エルガは従来の西鉄近距離高速塗装である。（セレガについては、その後福岡高速営業所へ一部移管に伴って転出済み）なお、高速車を使用しているとは言え、路線免許上ではあくまで「一般路線」となっており、途中経路上の福岡都市高速において走行できる最高速度も60キロまでに制限されている（他の高速路線車は一部最高80キロで走行可能）ため、高速車でありながら車内にはつり革・手すりが設置されており、一般的な高速バス路線に比べ乗客のシートベルト着用義務がなく、満席時における立席での乗車も可能である。

### 特定車
原支社に配置されている大型路線車のうち、スクールバス及び営業所近隣の送迎用として使用される路線車は特定扱いに変更されており、運賃箱・運賃表などの収受設備が撤去されている。

### 貸切車
観光バス仕様の車両は月の浦本社のみに配置されており、繁忙期には福岡と長崎を結ぶ高速バス九州号などの続行に使用される。
原支社には、主にスクールバス及び営業所近隣の送迎用として使用される車両が配置されている。
貸切車として現在エアロクィーン、エアロエース、ガーラが配置されている。
過去には日野・セレガ、（西鉄バス筑豊へ譲渡）リエッセ、メルファ（西鉄バス佐賀へ譲渡）日産ディーゼルスペースランナーRAスペースランナーRM（富士重工業ボディ）、スペースランナーRP（全廃済み）も存在した。
過去は大半が西鉄本社および西鉄グループ各社からの譲受車であったが、全て自社発注の新車に置き換えられた。

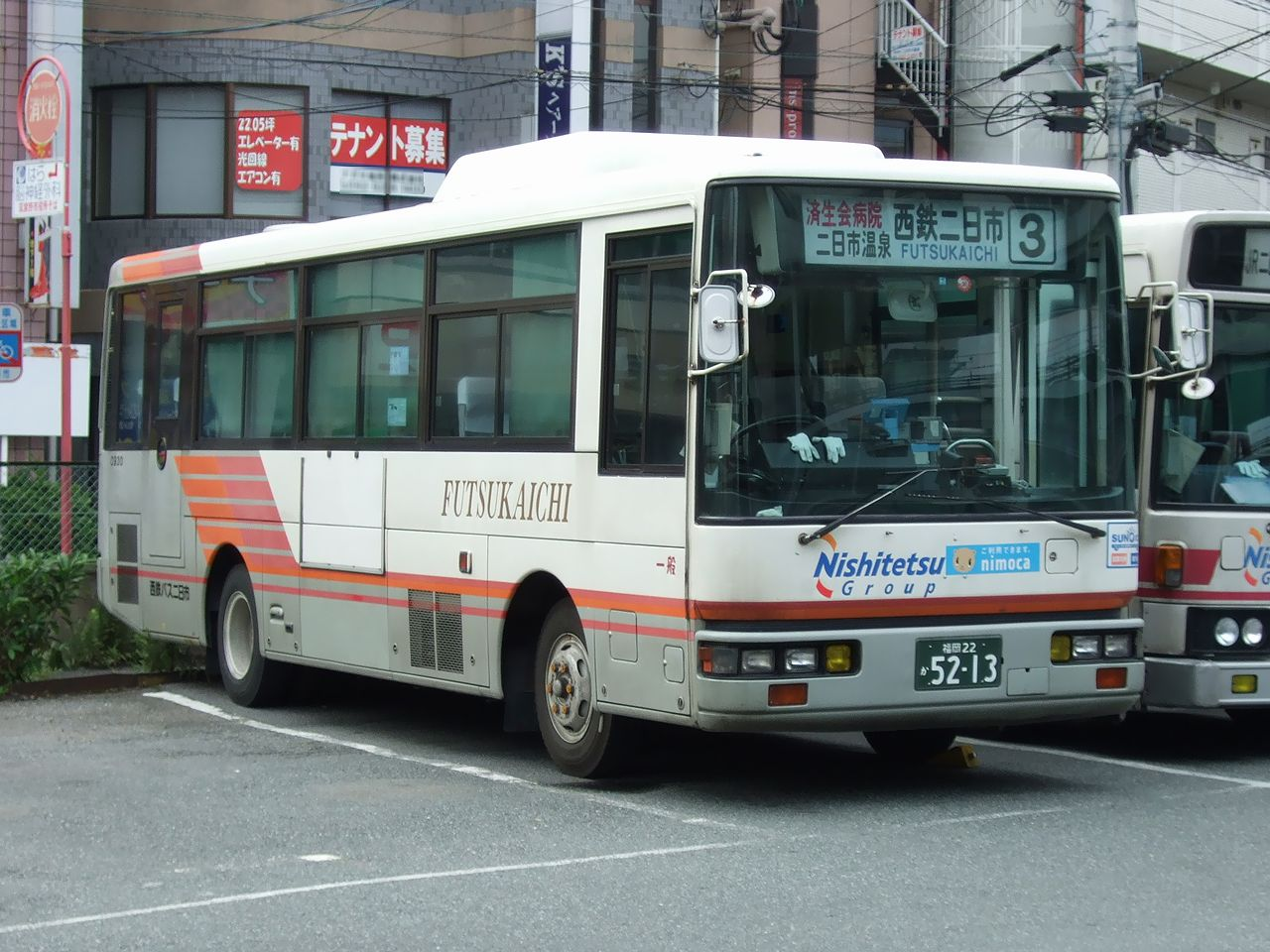
旧二日市交通オリジナルカラーの一般路線車（既に廃車）
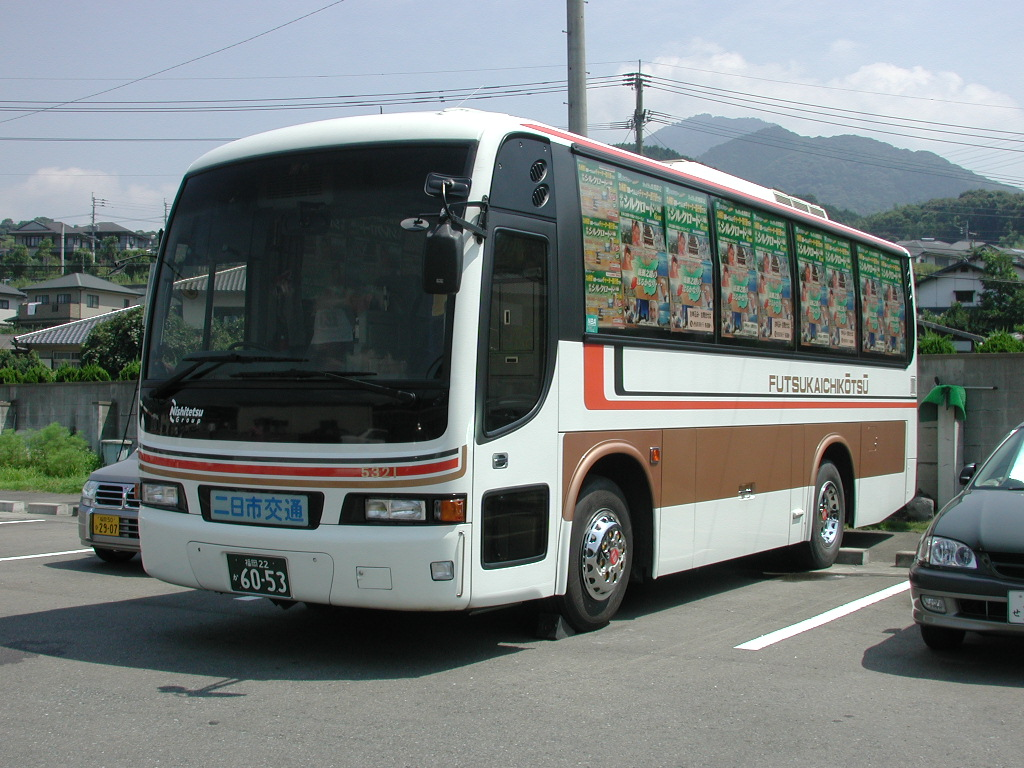
ルーセントカラーの貸切車
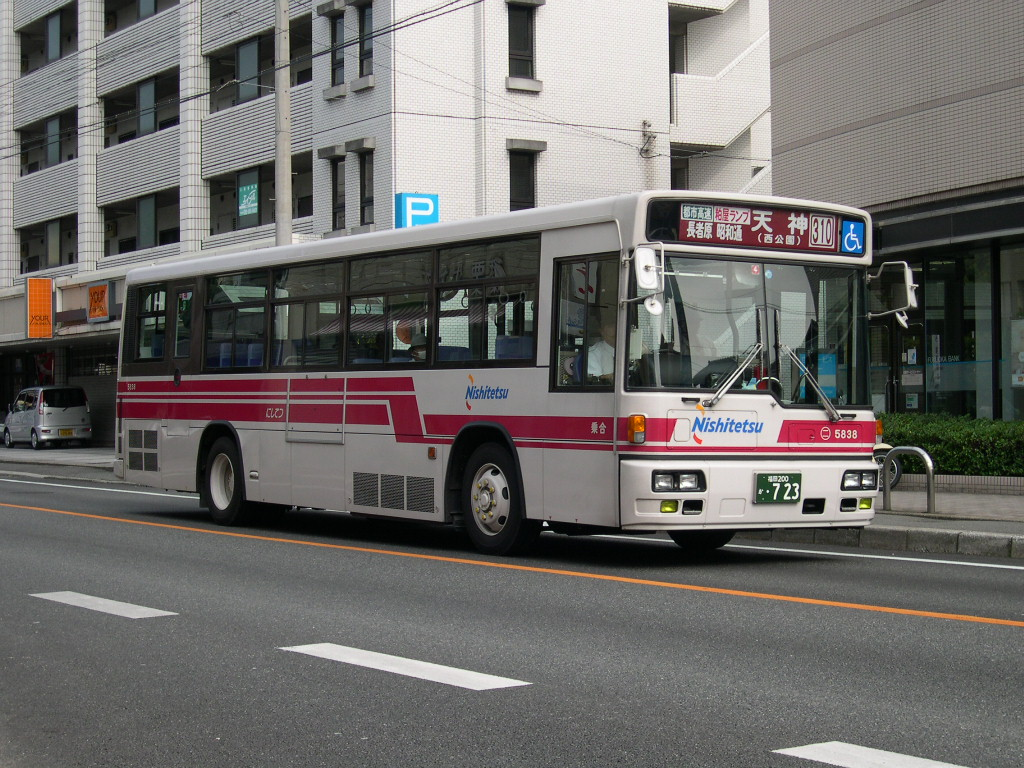
路線車
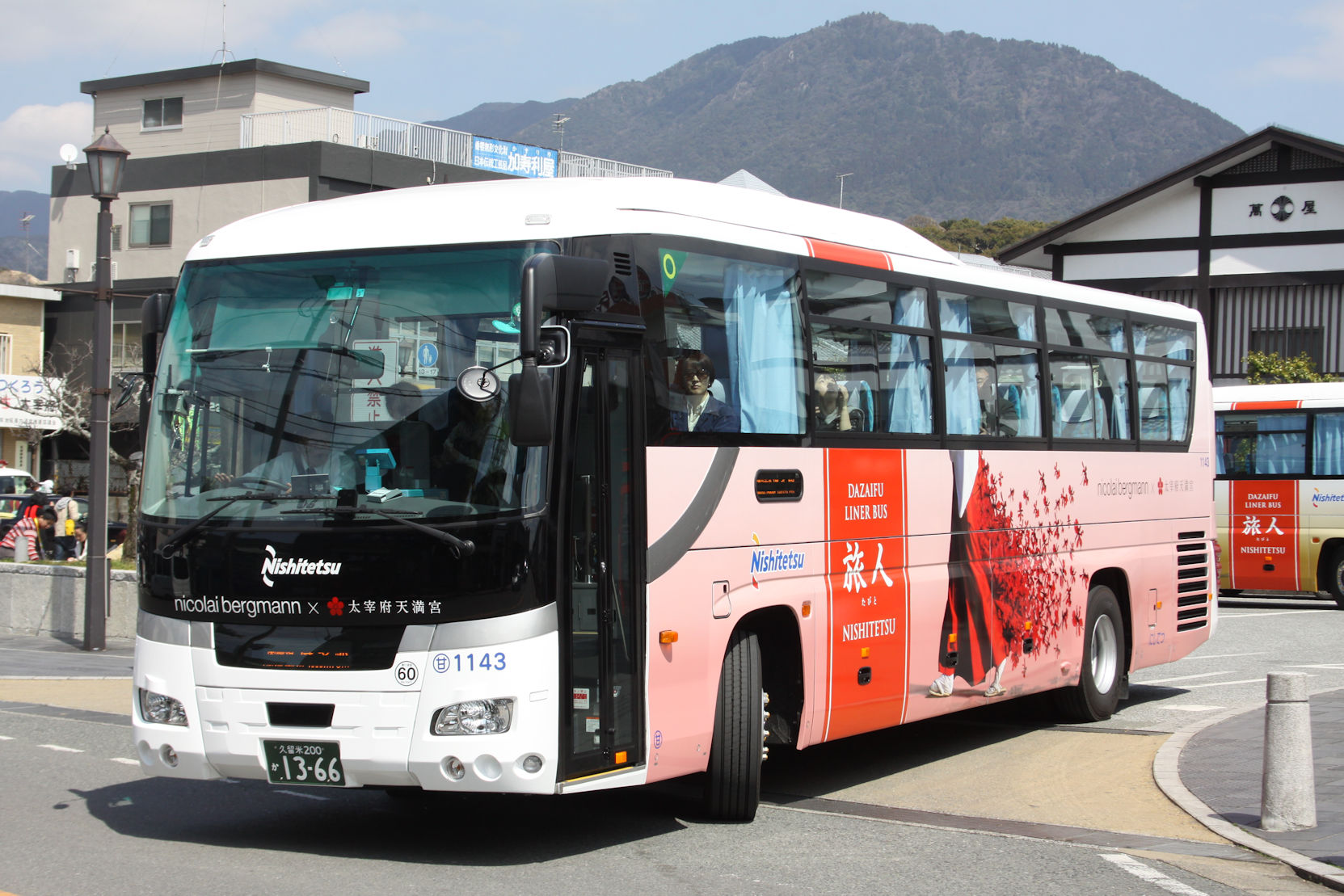
甘木支社（西鉄甘木第二営業所）所属車（1143）
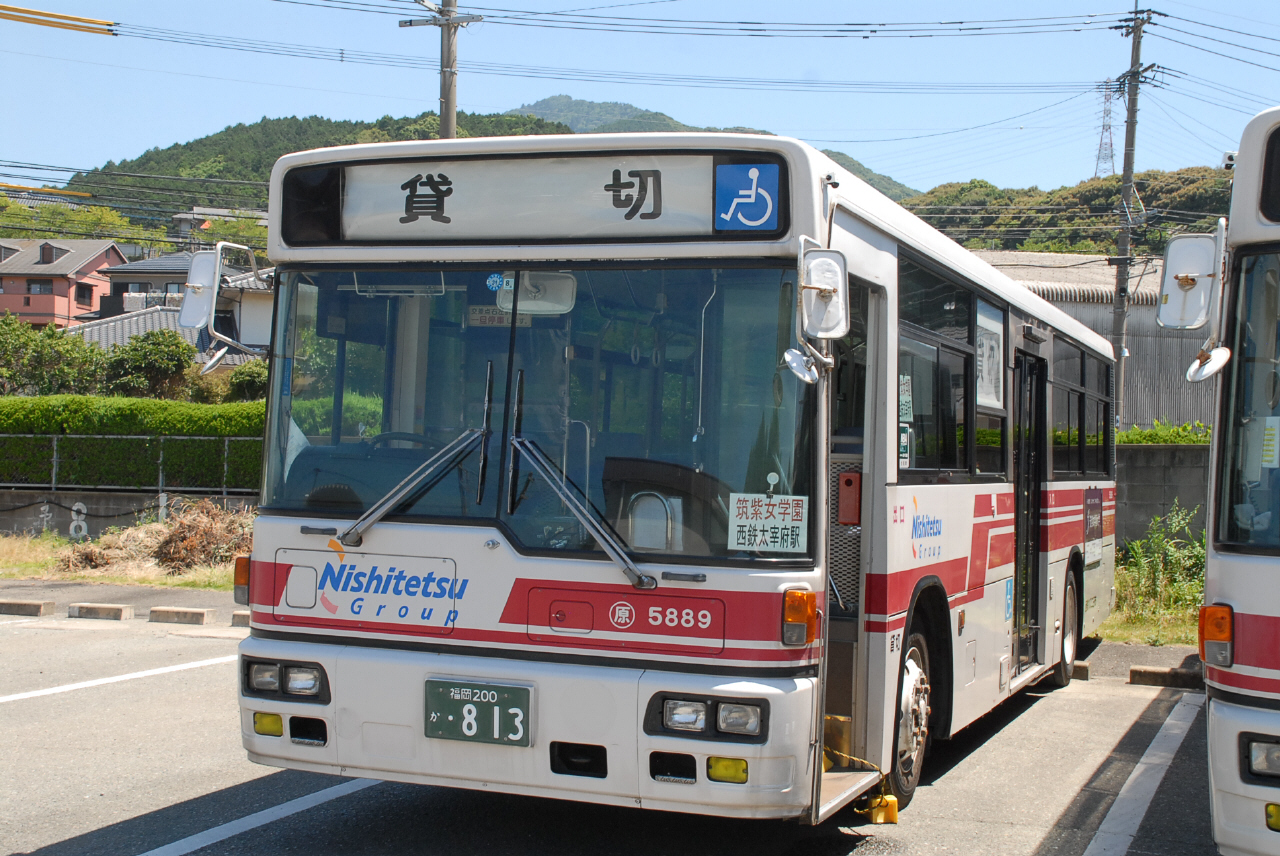
特定車
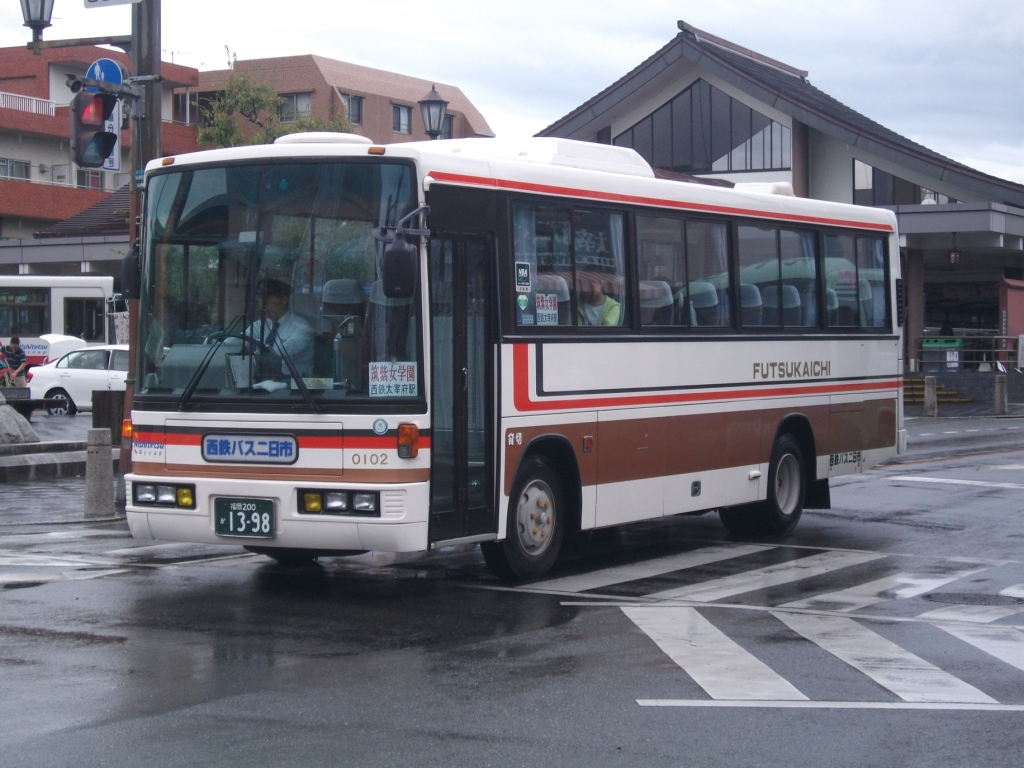
富士重工18型Bボディを架装した車両
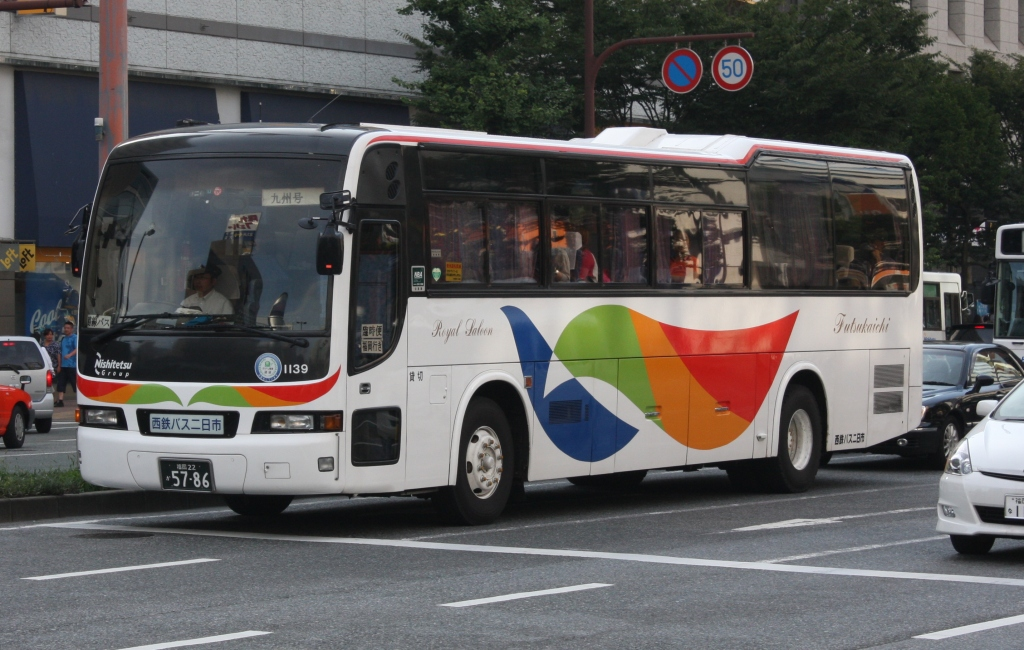
高速バス九州号の続行便として運行される貸切車